# Kakvoća vode
Kakvoća vode ili kvaliteta vode se ispituje prema preporukama, smjernicama i pravilnicima mjerodavnih ustanova i zavoda na međudržavnoj i državnoj razini. U Hrvatskoj kakvoća vode za piće propisana je Pravilnikom o parametrima sukladnosti, metodama analiza i monitorinzima vode namijenjene za ljudsku potrošnju (NN 64/2023) te Ispravakom pravilnik a o parametrima sukladnosti, metodama analiza i monitorinzima vode namijenjene za ljudsku potrošnju (NN 88/2023) koji je u suglasju s istovrsnim pravilnicima Europske unije. Ovim se pravilnikom propisuje: 
- zdravstvena ispravnost vode koja služi za javnu vodoopskrbu stanovništva kao voda za piće ili za proizvodnju namirnica i pripremu hrane;
- vrste, obim i standardni postupci analize uzoraka vode za piće;
- učestalost i način uzimanja (uzorkovanje) vode za piće.

Pravilnikom su dodatno za vrijeme izvanrednog stanja, ratnog stanja ili neposredne ratne opasnosti propisane maksimalno dopuštena koncentracija bojnih otrova u vodi za piće i radiološka svojstva vode za piće. Kakvoću vode za piće treba ispitivati na izvoru, nakon postupka pročišćavanja i dezinfekcije, u vodospremi i vodu u razdjelnoj mreži (na određenim mjestima vodovoda). Voda se ispituje terenskim uviđajem i analizom pojedinih uzoraka u laboratoriju.
U prirodi nema idealno čiste vode. Voda već pri nastanku iz vodene pare otapa plinove i krute čestice koje se nalaze u atmosferi. Sastav tla, i onečišćenje tla ima veliki utjecaj na sastav i kakvoću vode. Već u toku padanja, kiša upija atmosfersko onečišćenje zbog povećane količine ugljikovog dioksida CO2 u atmosferi, te pH pada do vrijednosti od 5,6 pa čak i do 4, te nastaju kisele kiše. Samo u krškim područjima karbonatne stijene neutraliziraju tu kiselost, te voda ima pH oko 7, što je čini neutralnom. Onečišćenje podzemne vode uvijek je nepovoljno, jer ako se voda onečisti otrovnom tvari ona je izvan upotrebe ne samo desetljećima, već i stoljećima ili zauvijek. Zato mjere obvezne zaštite vode kod planiranja, gradnje i održavanja objekata moraju biti učinkovite, zakonski provedive, i određene Pravilnikom o zdravstvenoj ispravnosti vode za piće, te Uredbom o maksimalno dopuštenim koncentracijama opasnih tvari u vodama. Oni propisuju granične vrijednosti pojedinih kemijskih elemenata i spojeva, što vodu čine opasnom za ljudsko zdravlje ako se nalaze u koncentracijama većih od dopuštenih.

## Analiza vode za piće
Analiza vode za piće obuhvaća sljedeća određivanja:
- Organoleptičke i fizikalno-kemijske osobine vode : temperatura, boja, zamućenje (mutnoća), miris i okus, pH i elektrovodljivost;
- Kemijske osobine vode: tvrdoća, kalcij, magnezij, kalij, litij, natrij, amonijak, fluorid, klorit, bromat, klorid, nitrit, klorat, bromat, nitrat, fosfat, sulfat, oksidativnost, otopljeni plinovi u vodi, masti i ulja, mineralna ulja, slobodni zaostali (rezidualni) klor, detergenti;
- Bakteriološke osobine vode: koliformne bakterije, fekalne koliformne bakterije, fekalni streptokoki, sulfitoreducirajuće klostridije, aerobne mezofilne bakterije, virusi u vodi.
- Otrovne (toksične) tvari: aluminij, arsen, berilij, cijanidi, kadmij, krom, nikal, olovo, pesticidi, selenij, vanadij, živa, sumporovodik, bakar, cink i drugo.

### Učestalost uzorkovanja
Učestalost uzorkovanja prema Pravilniku o zdravstvenoj ispravnosti vode za piće je:
- doza klora i zaostalog (rezidualnog) klora u vodi provjerava se prije raspodjele potrošačima dva puta dnevno;
- zamućenje, boja, miris, vodljivost i pH vrijednost za sirovu i za pročišćenu vodu ispituje se jedanput na dan;
- kemijska analiza sirove vode za sva izvorišta koja su prikladni opskrbljivači najmanje dva puta godišnje (redovito poslije dugih razdoblja suše ili oborina);
- bakteriološka analiza provodi se za pročišćenu vodu jednom tjedno, a za sirovu vodu i vodu iz opskrbnog sustava jednom mjesečno.

## Pokazatelji kakvoće vode
U određivanju kakvoće vode istraživači se vrlo često koriste svojim osjetilima da bi odredili neka fizička svojstva vode: miris, okus, boju, zamućenost, temperaturu i drugo, koristeći se pritom stečenim iskustvima i spoznajama o vrstama i jačini (intenzitetima) različitih osjeta. Jačina doživljenog mirisa, okusa, boje, zamućenosti ili temperature određuje se uspoređivanjem jačine organoleptičkih svojstava uzorka sa skalom poznatih standarda.

### Fizikalno-kemijski pokazatelji

#### Električna vodljivost
Električna vodljivost vode je sposobnost vode da provodi električnu energiju. Ta sposobnost ovisi o
prisutnosti iona, o njihovoj ukupnoj koncentraciji, o pokretljivosti i valenciji iona i o temperaturi mjerenja. Otopine većine anorganskih spojeva relativno su dobri vodiči. Nasuprot tome molekule organskih spojeva, koje se ne razlažu u vodenoj otopini, električnu struju provode vrlo slabo (ako je uopće provode).
Jedinica mjere elektrovodljivosti je mikrosimens po centimetru (mS/cm), što je obrnuta vrijednost jedinici električnog otpora, mikroomu po centimetru, tj.: 1 S/cm = 1/(1 om/cm). Izmjerenom vrijednošću električne vodljivosti možemo procijeniti stupanj mineralizacije vode i tako ocijeniti o kojoj je vrsti vode riječ.
| Vrsta vode                              | Električna vodljivost (mS/cm) |
| --------------------------------------- | ----------------------------- |
| Jako čista voda (demineralizirana voda) | < 0,05                        |
| Pitka voda                              | < 1 000                       |
| Mineralna voda                          | 1 000 – 3 000                 |
| Bočata voda                             | > 1 000                       |
| Morska voda                             | > 50 000                      |

Destilirana i demineralizirana voda, koje su maksimalno pročišćene, gotovo da ne provode električnu struju. S druge strane, morska voda, bogata solima, izvrstan je vodič elektriciteta. Što je voda čistija i ima manje otopljenih tvari, to slabije provodi struju. Visoka električna provodljivost može ukazivati na onečišćenje vode, poput prisutnosti soli, kiselina ili baza. Voda s visokom provodljivošću može uzrokovati koroziju metalnih cijevi i uređaja. U industriji, električna provodljivost vode je važna za mnoge procese, kao što su proizvodnja hrane, farmaceutska industrija i proizvodnja električne energije. U akvaristici i ribnjarstvu, električna provodljivost je važan parametar za održavanje zdravog ekosustava.
Električna provodljivost se mjeri u mikrosiemensima po centimetru (µS/cm). Za mjerenje se koriste specijalizirani uređaji koji se nazivaju konduktometri. Otopljene tvari: soli, minerali, kiseline i baze su glavni čimbenici koji utječu na provodljivost. Povećanje temperature povećava pokretljivost iona u vodi, što dovodi do povećanja provodljivosti. Povećanje temperature za 1 stupanj celzijusa, poveća provodljivost za 3%. Utjecaj tlaka na provodljivost je obično zanemariv u većini primjena.
pH vrijednost i električna provodljivost vode su dva različita pokazatelja. Dok pH mjeri kiselost ili lužnatost vode, električna provodljivost mjeri sposobnost vode da provodi električnu struju. Iako su oba parametra važna za karakterizaciju vode, oni ne ovise direktno jedan o drugom. Uz prirodne čimbenike, na električnu provodljivost vode značajno utječu i ljudske aktivnosti, odnosno zagađenje. Ove aktivnosti uključuju ispuštanje otpadnih voda iz septičkih jama, odlaganje otpada na deponije, poljoprivredne aktivnosti i korištenje soli za održavanje cesta zimi. S druge strane, prirodni procesi kao što su kiša i isparavanje također mogu utjecati na provodljivost vode.
Najviša dopuštena električna provodljivost za pitku vodu iznosi 2500 mikrosiemensa po centimetru (µS/cm) na temperaturi od 20°C. S povećanjem temperature, raste i provodljivost vode. Provodljivost vodovodne vode na 20°C u Dubrovniku je 380, a u Labinu 571 μS/cm. Gazirane mineralne vode imaju provodljivost od 1800-2500 µS/cm. Destilirana voda, s druge strane, ima vrlo nisku provodljivost od oko 0,05 µS/cm i koristi se u laboratorijima. U industriji su standardi još stroži, a maksimalna dopuštena provodljivost je 50 µS/cm. U poljoprivredi, posebno kod uzgoja borovnice, električna provodljivost vode za navodnjavanje je vrlo važan parametar i kreće se u rasponu od 50 do 500 µS/cm.

#### Ukupne otopljene tvari
Ukupne otopljene tvari ili TDS (engl. Total Dissolved Solids) su u vodi otopljene anorganske soli. Mjerna jedinica je miligram na litru (mg/l). Glavninu soli čine kationi kalcija, magnezija, natrija i kalija, te anioni karbonata, hidrogenkarbonata, klorida, sulfata i nitrata. Otopljene tvari uvodi mogu utjecati na njen okus. Na temelju izmjerenih vrijednosti ocjenjuje se ukusnost vode za piće.
| Ukusnost vode  | Ukupne otopljene tvari ili TDS (mg/l) |
| -------------- | ------------------------------------- |
| Odlična        | < 300                                 |
| Dobra          | 300 – 600                             |
| Dovoljna       | 600 – 900                             |
| Loša           | 900 – 1200                            |
| Neprihvatljiva | > 1200                                |

Ukupne otopljene tvari u vodi potječu kako od prirodnih izvora tako i od onećišćenja. Na vrijednost ukupno otopljenih tvari mogu utjecati i miješanje morske vode sa slatkom, a i soli upotrebljene za odleđivanje cesta. Neki sastojci ukupno otopljenih tvari, kao što su kloridi, sulfati, magnezij, kalcij i karbonati utječu na koroziju ili na stvaranje nakupina na vododistribucijskim sustavima (kamenac).

#### Slanost ili salinitet vode
Slanost ili salinitet je važno svojstvo vode, a iskazuje se u promilima težine, tj. salinitet od 1 promila kazuje da je u kilogramu vode otopljen 1 gram soli (natrijev klorid). Slanost se najčešće povezuje s morskom vodom i s njenim utjecajem na slatke vode. Što je veći utjecaj morske vode slanost se povećava. Obično se smatra da se vode koje imaju slanost manju od 0,5‰ mogu koristiti za piće. Povišena slanost može negativno utjecati na razvodne sustave, crpke, ventile, gdje se na metalnim površinama stvaraju naslage ili nastaje korozija.

#### Tvrdoća vode
Tvrdoća vode je mjerilo učinka vode za njeno reagiranje sa sapunom. Tvrdoj vodi potrebno je prilično više sapuna za stvaranje pjene. Uzrok tome nije jedna tvar, nego raznoliki otopljeni polivalentni metali ioni, uglavnom kationi kalcija i magnezija, iako znatno manje tome doprinose i drugi kationi, npr. barija, željeza, mangana, stroncija i cinka. Tvrdoća vode se najčešće izražava u mg/l kalcijevog karbonata CaCO3, ali i preko njemačkih, francuskih i engleskih stupnjeva tvrdoće:
- 1 njemački stupanj tvrdoće °dH = 10 mg CaO u 1 litri vode;
- 1 francuski stupanj tvrdoće °f = 10 mg CaCO3 u 1 litri vode;
- 1 engleski stupanj tvrdoće °e = 10 mg CaCO3 u 0,7 litara vode.

| Tvrdoća vode °dH | mg/l CaCO3    | Vrsta vode          |
| ---------------- | ------------- | ------------------- |
| manje od 4       | < 71,4        | Meka voda           |
| 4 - 8            | 71,4-142,8    | Lagano tvrda voda   |
| 8 - 18           | 142,8 – 321,4 | Umjereno tvrda voda |
| 18 - 30          | 321,4 – 535,7 | Tvrda voda          |
| preko 30         | > 535,7       | Jako tvrda voda     |

#### Boja vode
Boju vode možemo odmjeriti od oka ili spektrometrijski (odnosno kolorimetrijski). Spektrometrijska analiza se temelji na tome da određeni kemijski spojevi svojstveno upijaju (apsorbiraju) svjetlosno zračenje. Boja može biti prava; potječe od otopljene tvari, i prividna; može se uklonit filtriranjem (suspenzija). Boja vode je vrlo često fizikalno svojstvo koje se određuje u laboratorijskim pretragama. Promatranjem (vizualno) se boja uspoređuje prema standardnim skalama, a opisno se određuje jačina (intenzitet) obojenja. Boja vode, bez vezanih željeznih i magnezijevih spojeva, je žućkasta, a može biti: slabo žućkasta, žućkasta, žuta, žućkastosmeđa, smeđa, žućkastozelena ili zelena. Boja vode se određuje u čistoj staklenoj boci tako da se promatra uzorak držeći ga ispred sebe okrenut leđima izvoru svjetla.

#### pH vode
Kiselost ili pH pitke vode treba biti u granicama od 6,5 do 8. Kiselost vode je najbolje mjeriti pH metrima; elektroda se uranja u vodu i brzo se dobiju jako točni rezultati. Kiselost je dobro mjerit odmah nakon uzimanja vode. Prirodne vode rijetko imaju neutralnu reakciju zbog prisutnosti elektrolita kiselog i bazičnog (alkaličnog) karaktera koji narušavaju ravnotežu izmenu (H+) i (OH-) iona. U kiselim sredinama koncentracija vodikovih iona je veća (pH < 7), a u bazičnim je manja (pH > 7). Visina pH u prirodnim vodama ovisi o fizikalno-kemijskim i biološkim čimbenicima. Od kemijskih čimbenika najvažniji su ugljikov dioksid CO2 i soli ugljične kiseline. Oni određuju aktivnu reakciju sredine (pH). Otapanjem slobodnog CO2 u vodi nastaje ugljična kiselina, koja se razlaže stvarajući ione (H+) i (HCO3-). Vodikovi ioni zakiseljuju vodu. I soli ugljične kiseline, karbonati i bikarbonati, u rastvoru se razlažu i stvaraju hidroksilne (OH-) ione, a rezultat je povećanje alkalične vrijednosti vode.
Sve kopnene vode možemo, prema pH, podijeliti na dva osnovna tipa: vode s neutralno-alkaličnom reakcijom i vode s kiselom reakcijom. U prvu skupinu spadaju vode a kojima pH rijetko pada na manje od 6, a u nizu slučajeva povisi se i do 10. Drugoj skupini pripadaju vode s pH manjim od 5,0, a takve su vode uglavnom sfagnumskog porijekla. Vrijednost pH nije postojana veličina, nego se tijekom godine znatno mijenja. Naročito su važna sezonska variranja. Također, i dnevna kolebanja pH mogu biti dosta velika, naročito u uvjetima masovno razvijenog vodenog bilja.

#### Miris vode
Miris vode je vrlo važno obilježje vode, posebno u vodoopskrbi. On potječe od različitih hlapljivih tvari otopljenih ili suspendiranih u vodi. U prirodnim vodama najčešći su mirisi po sumporovodiku i zemlji, a u otpadnim vodama po fekalijama, i različitim hlapljivim kemijskim tvarima. Miris vode može biti zemljani, pljesnivi, truležasti, riblji ili kemijski. Kemijski mirisi vode mogu biti po sumpornim tvarima, kloru, mineralnim uljima, amonijaku, fenolu, klorofenolu (miris apoteke), katranu i drugo. 

#### Zamućenje vode
Zamućenje vode uzrokovana je suspendiranim tvarima, kao što su mulj, pijesak, fina otopljena organska i anorganska tvar, topljive obojene organske tvari, plankton i drugi mikroskopski organizmi. Zamućenje je mjera optičkog svojstva vode koje uzrokuje da se svjetlo rasprši i absorbira više nego što se prenosi (transmitira) u oštrim linijama duž uzorka. Bistrina vode važna je za izradu proizvoda namijenjenih za upotrebu od strane čovjeka kao i u mnogim proizvodnim djelatnostima. Zamućenje vode glavna je značajka za stanje i produktivnost vodenog sustava. Stupanj zamućenja izražavamo kao: prozirno, jasno, gotovo jasno, slabo opalescentno, opalescentno, slabo zamućeno i jako zamućeno. 
Turbidimeter je mjerni instrument koji mjeri zamućenje(engl. turbidity) otopine mjereći gubitak intenziteta svjetlosnog snopa koji prolazi kroz otopinu. Nefelometar (gr. nephele – magla) je mjerni instrument koji mjeri zamućenje otopine mjereći količinu svjetlosti koja se pod određenim kutom odvojila od svjetlosnog snopa koji prolazi kroz otopinu (obično 90º). NTU (engl. Nephelometric Turbiditty Unit) je jednaka furmazinskoj jedinici. Voda za piće može imati najviše 4 NTU.

#### Temperatura vode
Najveća temperatura vode za piće je 25 °C, a najbolja je 15 °C.

#### Okus vode
Okus vode se određuje samo kod bakteriološki i kemijski ispravne vode.

### Bakteriološka analiza
Uzorci za bakteriološku analizu se pakiraju u sterilne boce. Boce se ne pune do vrha kako se ne bi namočio čep. Uzorke za bakteriološku analizu treba dostaviti u laboratorij što prije (unutar 6 sati!). Obično se mjere koliformne bakterije, fekalne koliformne bakterije, fekalni streptokoki, sulfitoreducirajuće klostridije, aerobne mezofilne bakterije. 

### Kemijski pokazatelji kakvoće vode
Kemijskim analizama vode se dobivaju čimbenici koji ukazuju na prisustvo organske tvari u vodi. Kod početnog onečišćenja organska tvar potječe od biljnih i životinjskih vrsta. Naknadno onečišćenje podrazumijeva prisustvo organske tvari koja je ljudski, životinjski ili industrijski otpad. Organsko onečišćenje je značajno ako dovodi zarazne (patogene) mikroorganizme, otrovne (toksične) ili kancerogene tvari. 

#### Prisustvo dušika
Nitrati (NO3-) su kancerogeni. Amonijak (NH3, NH4+) je izrazito otrovan za ribe. Nitriti (NO2-) uzrokuju methemoglobinemiu i posljedičnu methemoglobinuriju. Maksimalna dopuštena koncentracija NH4+ iznosi 0,1 mg/l, a za NO2- je 0,03 mg/l. 

#### Potrošak kalijevog permanganata
Potrošak kalijevog permanganata je koristan kako bi se mogla odrediti količina organske tvari u vodi. Razgradnjom kalijevog permanganata (KMnO4) u vodi oslobađa se kisik. Oslobođeni kisik oksidira prisutnu organsku tvar. Na osnovi količine potrošenog kalijevog permanganata, odnosno količine kisika utrošenog (potrebnog) za oksidaciju organske tvari, izračuna se količina organske tvari.

#### Prisustvo klorida
Kloridi se normalno nalaze u tlu u količini ovisnoj o slanoći (salinitetu) tla. Stoga kloridi nisu pokazatelji zagađenja. Najveća dopuštena koncentracija klorida je 25 mg/l.

## Onečišćenje vode
Danas voda sadrži razne otrovne (toksične) proizvode ljudske civilizacije. Voda je zagađena putem benzina, fluorida, farmaceutskih lijekova, pesticida, olova, azbesta, nitrata, pa čak i radioaktivnog otpada, a sve to djeluje na našu vodu. Dosada je utvrđeno više od 800 nečistoća u vodi, a broj još uvijek raste.

### Kloriranje vode
Klor je jedna od tih nečistoća, a moguće ga je prepoznati po njegovom poznatom, neugodnom mirisu. Kloriranje vode široko je prihvaćeno i primjenjuje se zbog svojih baktericidnih svojstava. Ironično je da je taj postupak nekad oslobađao vodu od zaraznih organizama, a sada je odgovoran za stvaranje nove vrste opasnih zagađivača. Trihalometani su nusprodukti dezinfekcije vode, koji se stvaraju kada klor u vodi reagira s otopljenim organskim kemikalijama. Zbog njihove otrovne prirode u vodi za piće, svaka pronađena prisutnost trihalometana je neprihvatljiva. Nažalost, oni su postali vrlo uobičajeni sastojci pitke vode. Ove kemikalije kao i širu obitelj kloriranih ugljikovodika, kao što su DDT, PCB, TCE, povezuje se sa srčanim bolestima, senilnošću i rakom. Vrijedno je spomena da su bolesti izazvane otrovnim tvarima iz vode dugotrajne (kronične) naravi, a obično se otkrivaju nakon dugog vremena izloženosti.

### Teški metali
Jedan od najčešće pronađenih teških metala u pitkoj vodi je olovo. U vodovodima mnogih starijih kuća i gradova, voda još uvijek teče kroz olovne cijevi. Što je duže voda u dodiru s olovnom cijevi, to više tog otrovnog metala ona upija. Olovo može oštetiti reproduktivni i centralni živčani sustav, povisuje krvni tlak i oštećuje sluh; teži slučajevi izloženosti mogu izazvati anemiju i oštećenje bubrega. Olovo se također povezuje s problemima u ponašanju, nesposobnošću za učenje i zakržljalim rastom. Djeca su zbog svoje manje tjelesne mase još osjetljivija. Bebe koje se hrane na bočicu mogu upiti čak 85% olova otopljenog u vodi.
Živa je još jedan teški metal koji se nalazi u vodi. Iako gradski vodovod normalno uklanja živu, ljudi koji vodu povlače iz privatnih bunara, potpuno su nezaštićeni, posebno u područjima razvijene poljoprivrede. Otrovanje živom izaziva kožne probleme, unutarnja krvarenja, gubitak zubi, oštećenje jetre i bubrega. Olovo i živa su samo dvije od više od 800 štetnih i, možda, otrovnih kemikalija, koje se nalaze u pitkoj vodi. Mnoge druge zagađivače voda pokupi na svom putu kroz često staru mrežu gradskog cjevovoda.
Voda koja protječe polako rastvara materijal cijevi s kojim dolazi u dodir npr. olovo ili azbest. Isto se događa i zbog brojnih oštećenih, propuštajućih cjevovoda ili, jednostavno, zbog korozije na zastarjeloj hidrauličkoj opremi.

## Poveznice
- Obrada vode
- Pročišćavanje vode
- Fluoriranje vode ‎

### Mrežne
- Parametri kakvoće prirodne vode